# Google Bloggsök
Google Bloggsök är en variant på Googles "vanliga" sökmotor som används för att söka igenom bloggar på samma sätt som med standarsökmotorn.